# Horgos

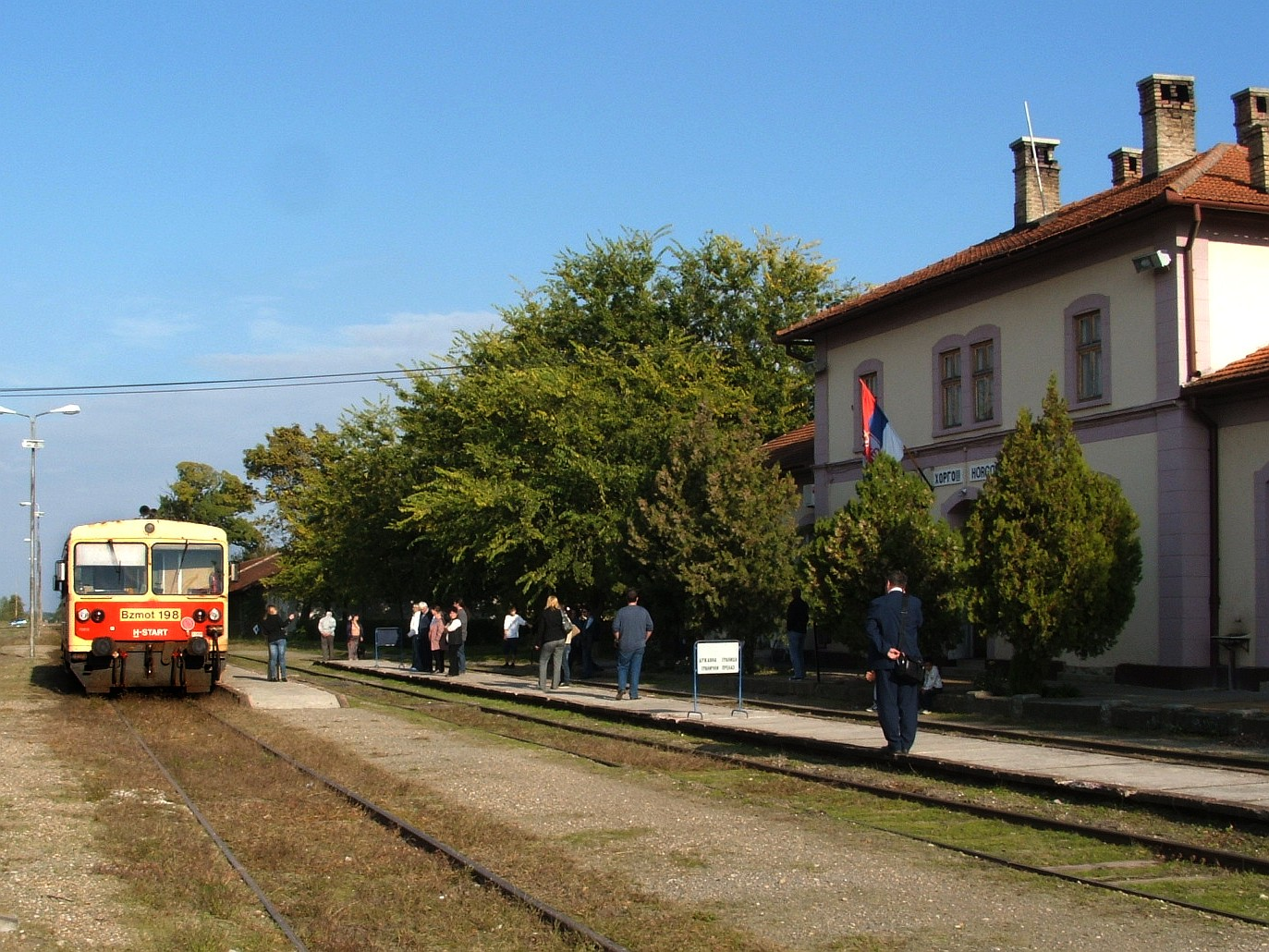
A vasútállomás

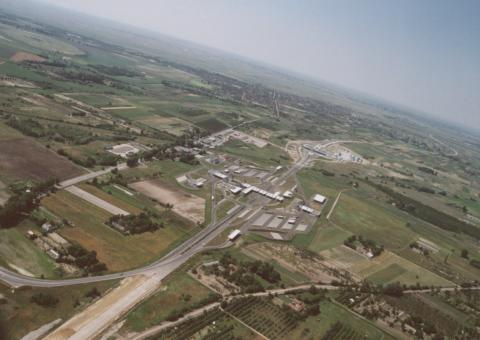
A röszkei határátkelőhely, a háttérben Horgos

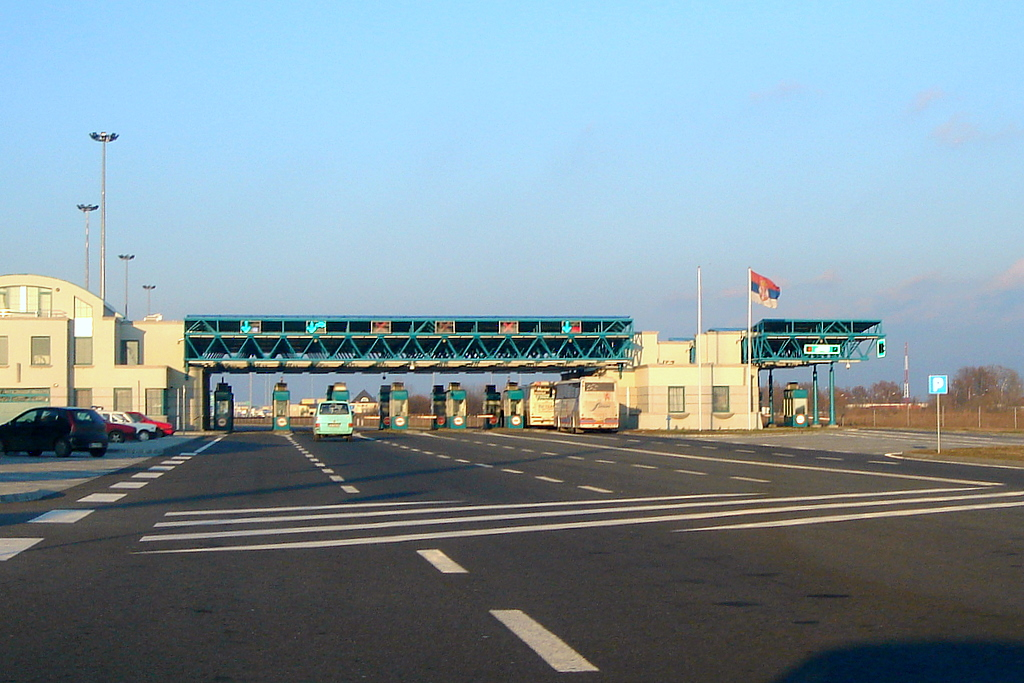
A horgosi határátkelőhely

Horgos (szerbül Хоргош / Horgoš) település Szerbiában, a Vajdaságban, az Észak-bánáti körzetben, közigazgatási szempontból Magyarkanizsa községhez tartozik. A magyar többségű településnek 2011-ben 5709 lakosa volt. Mellette található Szerbia Magyarország felé vezető legforgalmasabb közúti határátkelőhelye (a magyar oldali határállomás Röszke). A Szeged és Újvidék közötti vasútvonal felújítása óta újra jelentős forgalmú vasúti határátkelőhely is.

## Fekvése
Horgos Szerbia, ezen belül a Vajdaság legészakibb települése. Északról Magyarország, keletről a Tisza folyó, délről Martonos és Kispiac települések, nyugatról pedig Szabadka határolja. A település magva az északi szélesség 46° 10' és a keleti hosszúság 19° 58' metszéspontján van. A tengerszint feletti magassága 75 méter. A település, bár a Tisza határolja, mégsem a folyó mellett, hanem attól 8 kilométerre nyugatra fekszik. A település határa területén három geomorfológiai övezet érintkezik: a Tisza menti alluviális rétség, a magasabb fekvésű löszterasz és a homokvidék. Maga a település a löszterasz és a homokvidék határán terül el.

## Története
Meglétét a 11. századi írott források bizonyítják, Garam Benedek-rendi kolostor birtokaként egy halászfalut említenek Horgos néven. Gyakran esik szó Szentpéter (Szenpetre) településről is.
A 13. század elejétől kunok népesítették be a tájat, akik önrendelkezést kaptak IV. Bélától, területük határa a mai falu körzetét szelte ketté. Emléküket őrzi néhány olyan határnév is, mint a Kun-tó, Kis-Kun-tó, Kun-halom. A középkor legjelentősebb emléke egy templommaradvány és néhány sír. Ez önálló falu létezésére utal a Templom-dombnak nevezett határrész közelében.
A Horgos név az írott forrásokban 1640-ben tűnik fel. Ekkor kapta meg a pusztát egy magyar nemes kiváltságként. Jelentése „horog alakú”, és egy tavat jelölt a mai Horgosi-réten.
A török hódoltság idejében Horgos (Horgas) pusztaként a szegedi határ részévé vált, az összeírások szerint csupán néhány lakója maradt.
Szentpéter a török korban jelentős település volt a Tisza mellett, Röszke és Martonos között. Lakossága a defterek tanúbizonysága szerint mindvégig magyar. A 18. század végi térképen még találunk néhány tanyát, később már csak a folyóhoz közeli szentpéteri csárda őrzi emlékét. A török alóli felszabadító háború után megamaradt lakosok fokozatosan átköltöztek a szomszédos településekre. Az egykor jelentős tiszamenti (ma Holt-Tisza) falucska emléke feledésbe merült, egykori területe ma a horgászok kedvelt helye.
A zentai csata után megszerveződött a tiszai határőrvidék, a horgosi és szentpéteri puszták katonai sáncok sorába kerültek.
A határőrvidék feloszlásával 1746-ban ezt a pusztát Kárász Miklós szegedi jegyző vásárolta meg, aki a birtokbavétel után hozzáfogott a betelepítéséhez. Az első telepesek a Budzsák, Vermes és Rózsa majorokba kerültek. A szűkebb értelemben vett mai település 1772-ben jött létre átgondolt betelepítési terv következtében. Körülbelül 120 család került akkor a faluba Magyarország különböző tájegységeiből. A későbbi évtizedekben még kb. 1000 új lakos érkezett melléjük. 1820-ban épült ki a falu hét utcája, és ez képezi a település magját.
A vármegyék újraszerveződésével, a község Csongrádhoz került. Igazgatási központja is volt több alkalommal. A 18. század végén és a 19. század elején fellendült az utasforgalom. Bevezették a Horgost is érintő postakocsijáratokat. A 19. században a horgosiak főleg földműveléssel, állattenyésztéssel, illetve háziiparral foglalkoztak. Termékfeleslegüket a szegedi és a szabadkai piacon értékesítették. 1837-ben már a szabók, kádárok, kovácsok, tímárok és csizmadiák alakítottak céhet. 1845-ben már iskola is működött itt.
Horgos művelődési, néprajzi hagyományai már a 19. században közismertek voltak. A falu embereiről írt A rokkant szekér címen Mikszáth Kálmán, Csaplár Benedek, Gyulai Pál és Arany László munkatársa pedig betlehemes játékot jegyzett fel. A 20. században, 1906-ban pedig Bartók Béla gyűjtött itt népdalokat Balázs Béla íróval együtt. Ezt a munkát később a zombori származású jeles folklorista, Kiss Lajos is folytatta.
Horgos nagyközség Csongrád megye Tiszán inneni járásához tartozott, amelynek székhelye Kiskundorozsma volt: mindemellett a község teljesen Szeged vonzáskörzetéhez tartozott, ott volt járásbírósága, telekkönyvi hivatala, adóhivatala, oda vonzották gazdasági és kulturális érdekei, s egyedül országgyűlési választókerületének központja volt Tápén. Az előző századfordulón Horgos területe 18 539 katasztrális hold, lakóinak száma 7275, melyből Horgoson lakott 4931, Horgosi Királyhalmon 552, Budzsákban 112 Kishorgoson 260, Kőrösoldalon 609, Öttömös-pusztán 544, a többi határrészben — Kamaráson, Nagyálláson, Nagymajorban, Pörösön, Szelevényen és Szentpéter-pusztán — összesen 267 lakos. A községben az 1900. évi népszámlálás és összeírás 1176 házat talált, míg tíz évvel később, 1910-ben már 1533 házat és 8037 lakost.
Horgosra a szerb katonaság 1919 februárjában vonult be, egyetlen településként a Csongrád vármegyéből, az újonnan megalakult Szerb-Horvát-Szlovén Királysághoz csatolták.
Az első világháború, majd az azt követő politikai változások Horgos fejlődését megállították. A mozgósitás elvitte a legtermelékenyebb munkaerőt, a háborús rekvirálások kimerítették a tartalékot. Trianon Horgost elvágta piacától, minimálisra csökkentette az átmenő áru- és személyforgalmat; a lakosság megszállókként fogadta a szerb királyi hadsereget, s ellenszenvvel a Szerb-Horvát-Szlovén Királyság elnemzetlenítő kormányintézkedéseit, mindenekelőtt a királyi agrárreformot, amely a horgosi napszámost, földmunkást kisemmizte, és egyholdnyit sem adott nekik a 150 éve általuk művelt nagybirtokból. A királyi agrárreform Horgoson öt birtokost érintett: a Kárász-, a Reök- és a Vermes-birtokot, valamint a közlegelőket birtokló úrbéri közösséget és a politikai községet. A kisajátítás legsúlyosabban érintette a politikai községet, amely 572 kat. hold jövedelméből a községi közigazgatás és háztartás kiadásait fedezte, s amelynek a földreform mindössze 100 holdat hagyott. Ugyanakkor a Kárász család kezén 1170 hold maradt meg. Az új telepesek legnagyobb része Magyarországról és Romániából hazatelepült délszláv, optáns volt — mintegy 150 család, valamint Gyála és Keresztúr szomszédos bánáti községekből áttelepített kolonista — mintegy 100 család — és mintegy 20 világháborús önkéntes család. Az új telepesek kezdetben kellő eszközök híján a kapott földet képtelenek voltak gazdaságosan megművelni, támogatást a kisajátított község — amely csak egyre növekvő pótadókkal, a robot újbóli be-vezetésével tudott úgy-ahogy saját problémáival megküzdeni — nem nyújthatott. Ennek tudatában a telepesek a kormányzatot ostromolták kéréseikkel, s annak támogatásával építették fel Kis-Gyálát — a kanizsai úton — az akkori Horgostól mintegy három kilométernyire.
A község számára ez a korszak gazdaságilag komoly eredményeket is hozott. Korábban is termesztettek ezen a vidéken paprikát, amely Szegedre került feldolgozásra. Ezt az új határ meggátolta. Ebben néhány horgosi meglátta a gazdasági lehetőséget, és megkezdték helyben az itt termelt paprika feldolgozását.
1919 után Ördög István irányításával őrölték a paprikát, aki korábban Szegeden paprikafeldolgozó üzemben dolgozott, ezért rendelkezett a szükséges munkatapasztalattal. Vállalkozóként tehát megindította a horgosi paprika feldolgozását. A malmot részvénytársaság üzemeltette, melynek tagjai Vass Imre, Ördög István, Fodor Miklós, Pólya Ferenc, Petrik István, Kmetti Gyula és Vass Sándor voltak. 1923-ban Vass Imre (az ő első fia dr. Hunyadi-Vas Gergely országgyűlési képviselő) felvásárolta a malom részvényeit, Ördög István kivált, és létrehozta saját vállalkozását. Az elsőként alapított malom az Első Paprikamalom nevet viselte. Ezzel gyakorlatilag megszületett a horgosi paprika mint brand!
A paprika mellett még két jelentős termék határozta meg ezt a korszakot. A filoxéravész alatt a homokos területek felértékelődtek a szőlőtermesztésben. Itt is jelentős gazdasági szerepre tört a szőlőtermesztés és borkészítés. A jugoszláv időkben ez az ágazat tovább tudott prosperálni, mivel ekkorra az itt kialakult és felhalmozódott technológia és tudás megtalálta az újabb piacát.
A harmadik tipikus horgosi termék a rozs, amely a jugoszláv rozstermesztés gerincét képezte.
1941-ben a magyar honvédség visszafoglalta a települést. A bevonuló honvédekre néhány szerb tüzet nyitott, ezért a honvédek megöltek mintegy 15 szerb nemzetiségű polgárt. 1944-ben a Vörös Hadsereg nyomában megjelenő jugoszláv partizánok az eddigi kutatások szerint 75 magyart lőttek agyon, köztük a falu akkori plébánosát, Virág István apátot, valamit Horgos nagyközség egykori vezetőjét, Tillinkó Istvánt.
1941–1944 között ismét Csongrád vármegyéhez és a kiskundorozsmai járáshoz tartozott.

## Jelene
A világháborút követő politikai változások a Kárász, Vermes, Reök családot súlyosan érintették. A kisajátított földeket zömmel délszláv származású telepesek kapták, akik Magyarországról, Romániából kerültek ide.
A falu társadalmi-gazdasági fejlődése 1945 után vett nagyobb lendületet. Szövetkezetek, gazdasági birtokok alakultak. A fűszerpaprika termelése már világhírnek örvendett, hiszen a híresebb szegedi után mindjárt a horgosi paprika következett. Az igazi iparosodás az 1950-es és 60-as években indult el a Vitamin és az Iglo (mai Higlo) megalakulásával.
A második világháború után mint önálló település, a zentai járáshoz tartozott, majd 1961-ben a községek megalakulása óta tartozik Magyarkanizsa községhez.
Az egykori Horos nagyközség területéből a kishorgosi község délnyugati részéből teljes mértékben önállósult Királyhalma, amely a szocialista időkben a Bácsszőlős nevet vette fel. A Körös patak környéki részek pedig az 1930-as évektől településsé szerveződő Kispiac részévé váltak.
A településnek teljes magyar és szerb tannyelvű iskolája van, bár a szerb diákok létszáma alig éri el az elegendőt. Művelődési otthonában több civil egyesület működik. Ezek közül kiemelendő az 1937-ben alakult, nagy múlttal rendelkező Bartók Béla Magyar Művelődési Egyesület.
Fejlett a kiskereskedelmi hálózata van (vegyeskereskedések, bútorszalon, piactér, barkácsboltok stb.).
Közlekedési szerepe ma is nagyon fontos, hiszen útvonalak találkozásánál fekszik. A horgosi határátkelőhely pedig legfontosabb összeköttetés az Európai Unióval.
A magyar M5-ös autópálya 2006-os átadása után a magyar 5-ös főúton levő határátkelőhely megszűnt, a gyalogos és kerékpáros forgalom is az új határátkelőhelyen át közlekedik.
2014-ben a régi határátkelőt mint kishatár újranyitották.

## Népesség

### Demográfiai változások
| 1948 | 1953 | 1961 | 1971 | 1981 | 1991 | 2002 | 2011           |
| ---- | ---- | ---- | ---- | ---- | ---- | ---- | -------------- |
| 7902 | 7768 | 7871 | 7823 | 7640 | 7201 | 6325 | 6325 fő (2002) |

## Nevezetes emberek
- Dr. Bacskulin József (1927–2006),[8] híres szemsebész
- Aleksandar Tišma – prózaíró
- Földi Albert – zenész, zeneszerző
- Fujkin István – illusztrátor, festő, képregényrajzoló
- Berényi Miklós – festőművész
- Kovács Lehel – színész
- Kiss László – csillagász
- Dr. Hunyadi-Vas Gergely – Szeged országgyűlési képviselője itt töltötte gyermekkorát
- Balázs G. Árpád – festő, itt élt]
- Fodor Gellért – 1938-tól magyar képviselő a jugoszláv parlamentben]
- Reök Iván[9] – királyi főmérnök
- Feltehetőleg Horgosról származik a sejtelmes hacker, aki magára csak Kolompár Cápa[10] néven hivatkozik és 2013 valamint 2018 között, Érmihályfalva hírhedt szülötte, Tóth "Filmkiller" Zoltán[11] jobbkezeként az Antimédia konzorciumban[12] több híres Youtube videós és influencer csatornáját feltörte és személyes adataik kiszivárogtatásával zsarolta őket.

## Testvértelepülései
- Öttömös, Magyarország
- Mesztegnyő, Magyarország
- Röszke, Magyarország
- Újszentiván, Magyarország